# Cinecct Sweden
Cinecct Sweden AB, av företaget skrivet Cinecct Sweden, är ett svenskt inköps- och distributionsbolag för film, bildat 2023 av Värmlands Biografnätverk som samlar 18 biografer i Värmland. Cineccts första lansering på bio var standup-showen "Johan Glans Sommarturné"  i samarbete med eventbolaget All Things Live. Cinecct är baserat i Värmland .